# Nosophora althealis
Nosophora althealis là một loài bướm đêm trong họ Crambidae.